# Where the Bullets Fly
Where the Bullets Fly (conocida en español como Cuando las balas vuelan en España y 002: el mejor agente secreto en México) es una película de comedia y de espías británica de 1966 dirigida por John Gilling y protagonizada por Tom Adams como Charles Vine y John Arnatt repitiendo sus papeles de Licensed to Kill. También está protagonizada por Dawn Addams, Tim Barrett y Michael Ripper.

## Argumento
La película comienza con una secuencia previa a los créditos en la que un grupo de terroristas anónimos ha estacionado un vehículo que contiene un misil guiado apuntando directamente al Palacio de Westminster mientras se escucha a los políticos en la banda sonora de la película. Se ven frustrados por un grupo de mujeres mayores en un grupo turístico que resultan ser comandos travestidos que eliminan a los terroristas con metralletas y granadas. Están dirigidos por el agente Charles Vine y su segundo al mando es el teniente Guy Fawkes.
La película propiamente dicha comienza con la Real Fuerza Aérea (RAF) probando un metal ligero secreto llamado «Spurium» que permite volar aviones nucleares. Una siniestra organización sin nombre dirigida por un hombre llamado Ángel secuestra el avión Douglas DC-3 hipnotizando a los guardias del Regimiento de la RAF y volando el avión a otro lugar, pero la RAF los derriba.
Temeroso de que el incidente vuelva a ocurrir, se asigna a Vine como seguridad del proyecto. Sin embargo, la organización de Angel secuestra a Vine y lo reemplaza con uno de sus propios hombres llamado Seraph. Obtener información antes de que escape le permite a Seraph robar una muestra de Spurium para venderla a la Unión Soviética; sin embargo, los rusos creen que los está traicionando y lo matan.
Vine escapa e informa a la base aérea de la RAF, donde se encuentra con su contraparte de la RAF, la teniente de vuelo Felicity «Fiz» Moonlight. Los hombres de Angel intentan un asalto total en el aeródromo para capturar el próximo avión nuclear que volará. Vine y Angel terminan en el avión nuclear que despega, pero Vine es rescatado por la teniente Moonlight.

## Reparto
- Tom Adams como Charles Vine.
- Dawn Addams como Tte. Felicity «Fiz» Moonlight.
- Michael Ripper como Angel.
- Tim Barrett como Seraph.
- Sid James como Asistente de la funeraria.
- Wilfrid Brambell como Guardia del tren.
- Joe Baker como Ministro.
- John Arnatt como Rockwell.
- Ronald Leigh-Hunt como Thursby.
- Marcus Hammond como O'Neil.
- Tony Arpino como Mayordomo.
- Michael Balfour como Líder de la banda.
- Tom Bowman como Coronel ruso.
- Maurice Browning como Cherub.
- Michael James Cox como Tte. Guy Fawkes.
- Sue Donovan como Celia.
- Peter Ducrow como Prof. Harding.
- James Ellis como Teniente de vuelo Fotheringham.
- Heidi Erich como Carruthers.
- Suzan Farmer como Caron.
- Michael Goldie como Obrero.
- David Gregory como Sargento de la RAF.
- Gerard Heinz como Venstram.
- John Horsley como Mariscal del aire.
- Charles Houston como Copiloto.
- Patrick Jordan como Ruso.

## Producción
La Real Fuerza Aérea cooperó con los productores permitiendo que se filmaran varias escenas en RAF Biggin Hill.
En el lanzamiento estadounidense se sustituyó un diálogo en el que la sátira parlamentaria de apertura se redujo en longitud y la palabra «Biggles» (un piloto ficticio, personaje principal de una serie de libros de aventuras escritos para lectores jóvenes) se reemplazó por «Batman» cuando Seraph habla de su entusiasmo por visitar la sede del Servicio Secreto.
Originalmente, el estudio anunció el título de esta película como The Third Best Secret Agent in the Whole Wide World.
Al igual que la anterior película Licensed to Kill, la película fue estrenada en los Estados Unidos por Joseph E. Levine.

## Secuela
Una tercera película de la serie Charles Vine, llamada O.K. Yevtushenko (también conocida en inglés como Somebody's Stolen Our Russian Spy) fue producida por James Ward y escrita por Michael Pittock. El guion fue pulido y dirigido por José Luis Madrid, quien rodó la película en España en lugar del Reino Unido donde se realizaron las entregas anteriores. Tom Adams repitió su papel de Vine.